# Les Légendaires
Cet article possède un paronyme, voir La légendaire.
Cet article concerne la bande-dessinée. Pour l'adaptation en série d'animation, voir Les Légendaires (série télévisée d'animation).
 (avril 2022).
Les Légendaires est une série de bandes dessinées françaises scénarisée et illustrée par Patrick Sobral. Elle a pour thème les aventures d'un groupe de héros aux origines différentes dans un monde médiéval-fantastique, après une catastrophe magique ayant ramené toute la population en enfance.
Le dessin adopte les codes des mangas pour la période décrite, les personnages adultes, apparaissant lors de flash-backs, étant dessinés de manière plus réaliste.
Les arcs scénaristiques s'articulent en diptyques, des histoires de deux tomes chacune, mettant en général l'un des membres de l'équipe en lumière. Le « cycle d'Anathos », qui s'étale sur quatre tomes (tomes 9 à 12) et le « cycle World Without » qui s'étale sur cinq tomes (tomes 19 à 23) sont des légères exceptions, mais leurs intrigues se séparent également en deux, respectant donc le découpage habituel. La série, commencée en 2004, se conclut en 2020 avec le tome 23.
Très populaire, Les Légendaires a fait l'objet de huit séries dérivées, d'une adaptation au format manga, d'une adaptation en série et un projet de film est à l'étude.

## Synopsis
Deux ans avant le début de la série, le monde d'Alysia est sous la menace de Darkhell, un sorcier noir, dont les projets de conquête sont régulièrement mis en échec par un groupe de cinq héros mythiques, les Légendaires. Affaibli par ses défaites successives, Darkhell tente d'utiliser la pierre de Jovénia, une des pierres magiques ayant jadis servi à la création d'Alysia, pour retrouver sa jeunesse et ainsi devenir plus puissant. Lorsque les Légendaires interviennent pour l'en empêcher, la pierre se brise, libérant toute son énergie sur la planète. Bien que le procédé permette d'écarter la menace de Darkhell, le sort provoqué par la pierre ramène les populations d'Alysia et du monde elfique en enfance, du moins physiquement. Accusés d'être responsables de cette catastrophe, les Légendaires sont chassés et se séparent.
Deux ans plus tard, Danaël, l'ancien chef des Légendaires, rassemble à nouveau ses camarades, les convainquant de se réunir pour trouver une solution afin de libérer Alysia de cet état. À partir de là va débuter une succession d’aventures pour tenter de ramener les populations d'Alysia à leur taille adulte, puis pour sauver des peuples ou même la planète entière de différents ennemis.

## Personnages
Les Légendaires sont le groupe de héros qui jadis lutta contre le sorcier noir Darkhell. Autrefois héros officiels d'Alysia et admirés de tous, ils ont vu leur réputation ruinée à la suite de l'accident Jovénia, incident dont ils sont tenus pour responsables. Après deux ans de séparation, le groupe est rassemblé à nouveau par Danaël pour tenter de briser le sort. Originellement composé de Shimy, de Jadina, de Gryf, de Danaël, et de Razzia, le groupe voit sa composition légèrement changer au cours de l'histoire. À la suite de la mort de Danaël, Ténébris, la fille du Sorcier Noir, et Amylada (surnommée Amy), une chiridirelle, rejoignent le groupe et Jadina devient le nouveau chef des Légendaires. Dans L'Héritage du mal, Razzia prend temporairement la tête des Légendaires qui ne sont plus composés que de Gryf, Shimy, Razzia et Amy (puis Ténébris qui les rejoint à nouveau).
- Danaël est un chevalier du royaume de Larbos, possesseur d'une épée d'or forgée avec son sang qui revient toujours vers lui
- Jadina est une princesse magicienne originellement héritière de la couronne d'Orchidia et possesseuse du Bâton-Aigle, un artefact magique lui permettant de lancer de nombreux sorts (à la suite de la perte de son arme, elle gagnera de nouveaux pouvoirs dans le second cycle).
- Gryf (Gryfenfer de son nom complet et Anoth-Cha de son nom original) est un jaguarian, un homme bête aux griffes capables de trancher la roche et aux sens surdéveloppés,
- Shimy est une elfe élémentaire capable de manier certains éléments (lors du premier cycle, elle ne peut en manier que deux, mais elle les maitrises tous dans le second cycle).
- Razzia est un épéiste à la force colossale (il est capable de se servir de colonnes de pierres comme arme), ayant également de nombreuses connaissances sur Alysia.
- Ténébris est la fille du sorcier Darkhell, et ne possède pas de pouvoirs particuliers, c'est par contre une combattante redoutable. Elle est la demi-soeur de Jadina.
- Amy (de son nom complet Amylada) est quant à elle une démone chiridirelle capable de prendre n'importe quelle forme.

## Albums
1. La Pierre de Jovénia, 24 août 2004
2. Le Gardien, 17 novembre 2004
3. Frères ennemis, 11 mai 2005
4. Le Réveil du Kréa-Kaos, 15 octobre 2005
5. Cœur du passé, 8 mars 2006
6. Main du futur, 4 octobre 2006
7. Aube et Crépuscule, 7 mars 2007
8. Griffes et Plumes, 24 octobre 2007
9. Le Cycle d'Anathos : L'Alystory, 10 septembre 2008
10. Le Cycle d'Anathos : La Marque du destin, 4 mars 2009
11. Le Cycle d'Anathos : Versus Inferno, 7 octobre 2009[1]
12. Le Cycle d'Anathos : Renaissance, 24 mars 2010
13. Sang royal, 3 novembre 2010
14. L'Héritage du mal, 26 octobre 2011
15. Amour mortel, 24 octobre 2012
16. L'Éternité ne dure qu'un temps, 16 octobre 2013
17. L'Exode de Kalandre, 22 octobre 2014
18. La Fin de l'histoire ?, 7 octobre 2015
19. World Without : Artémus le légendaire, 26 octobre 2016
20. World Without : Le Royaume des larmes, 4 octobre 2017
21. World Without : La Bataille du néant, 31 octobre 2018
22. World Without : Les Éveillés, 9 octobre 2019
23. World Without : Les Cicatrices du monde, 14 octobre 2020

## Séries dérivées
Les Légendaires a engendré la création de huit séries dérivées : 
- Les Légendaires : Origines — retraçant le passé de chaque membre des Légendaires avant leur formation —, dessinée par Nadou et Jenny, dont le premier tome est sorti le 9 mai 2012;
- Les Légendaires : Parodia, scénarisée en collaboration avec Jessica Jung et illustrée par cette dernière, dont le premier tome est sorti en avril 2016 ;
- Les Légendaires : Les Chroniques de Darkhell[N 2], dont les trois premiers tomes sont illustrés par Orpheelin et dont le premier tome est sorti en juin 2019[2] ;
- Les Légendaires : Saga, dessinée par Guillaume Lapeyre dont le premier tome est sorti en mars 2020 ;
- Les Légendaires : Missions, adaptée de la série télévisée et dessinée par Phillipe Cardona et colorisée par Florence Torta dont le premier tome est sorti en avril 2021 ;
- Les Légendaires : Résistance, dessinée par Jenny dont le premier tome est sorti en septembre 2021.
- Les Légendaires : Stories, dessinée par différents artistes pour chaque tome et dont le premier tome est sorti en janvier 2022.
- Les Légendaires : Odyssée dont le premier tome est sorti en juin 2022. Cette série a la particularité d'être écrite en roman.

### Les Légendaires: Origines

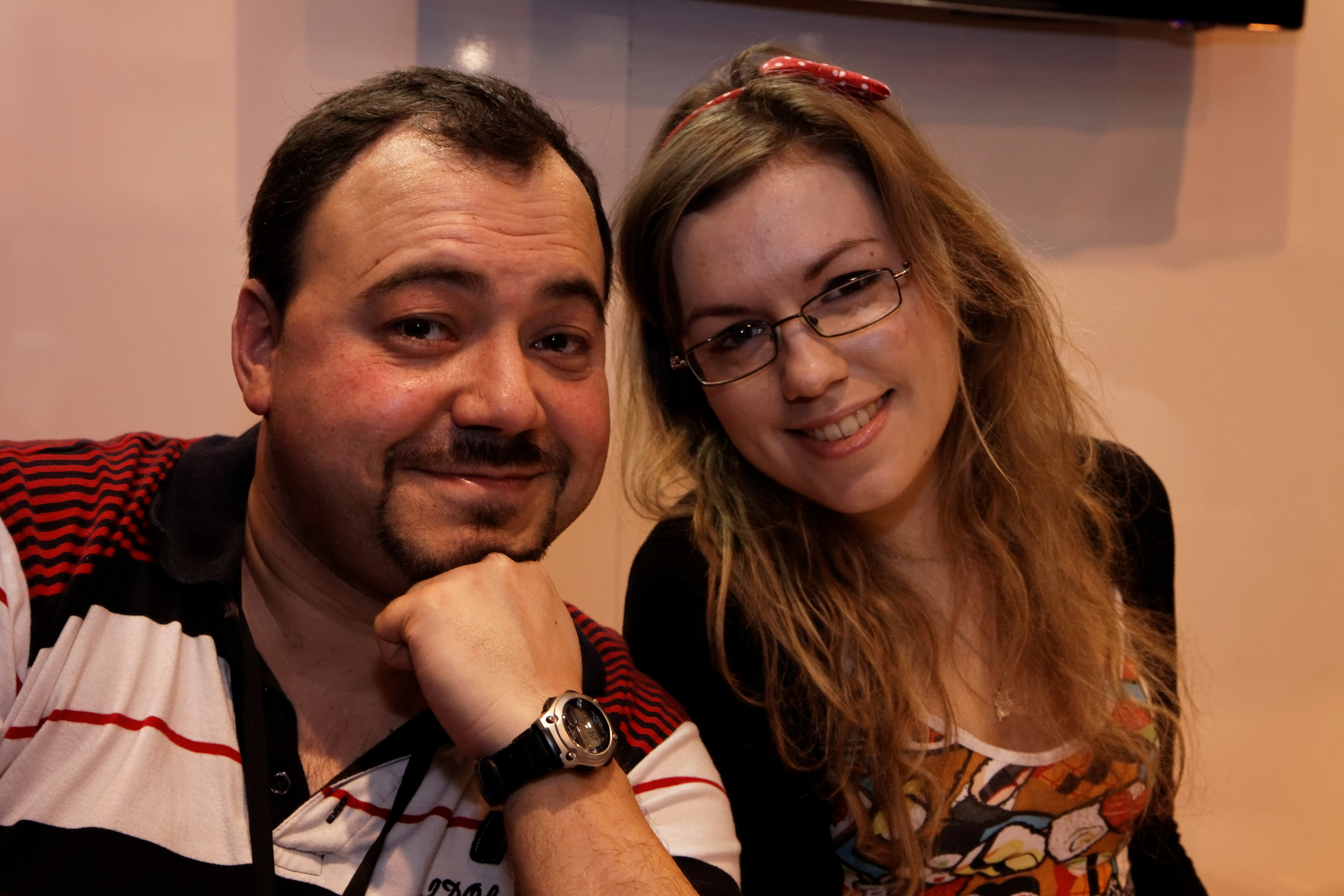
Patrick Sobral et Nadou au salon du livre en 2012.

En 2009, Patrick Sobral cherche des dessinateurs potentiels pour lancer une préquelle de sa série Les Légendaires. Il remarque sur internet le travail d’une jeune illustratrice amatrice de 21 ans, Nadine Saint-Pol dite Nadou, dont le style correspond à ses attentes. À la surprise de la dessinatrice, il la contacte et la rencontre en 2010 sur un salon pour discuter du projet et la convaincre de travailler avec lui. Après plusieurs mois de collaboration et d’apprentissage pour Nadou, qui n’avait jamais travaillé dans la bande dessinée, le premier volume sort en mai 2012.
Les légendaires: Origines est la première série dérivée de l'univers des légendaires. Elle raconte l'histoire des héros de la série principale avant de se rencontrer (cycle 1) et comment leurs chemins se croisent (cycle 2). Après plus de sept ans d'attente, Patrick Sobral reprend la production avec la dessinatrice Jenny pour se lancer dans le second cycle.
| Noms des tomes      | Illustrateur  | Date de sortie   | Cycle |
| ------------------- | ------------- | ---------------- | ----- |
| 1. Danaël           | Nadou         | 9 mai 2012       | 1     |
| 2. Jadina           | Nadou         | 5 juin 2013      | 1     |
| 3. Gryfenfer        | Nadou         | 2 juillet 2014   | 1     |
| 4. Shimy            | Nadou         | 25 novembre 2015 | 1     |
| 5. Razzia           | Nadou & Jenny | 20 juin 2018     | 1     |
| 6. Soif de justice  | Jenny         | 23 avril 2025    | 2     |
| 7. Esprits rebelles | Jenny         | 2026             | 2     |

### Les Légendaires: Parodia
Les légendaires: Parodia est une série dérivée humoristique dessinée et scénarisée par Jessica Jung. On y retrouve des gags mettant en scène les personnages de l'univers, ainsi que les "coulisses" de la production...

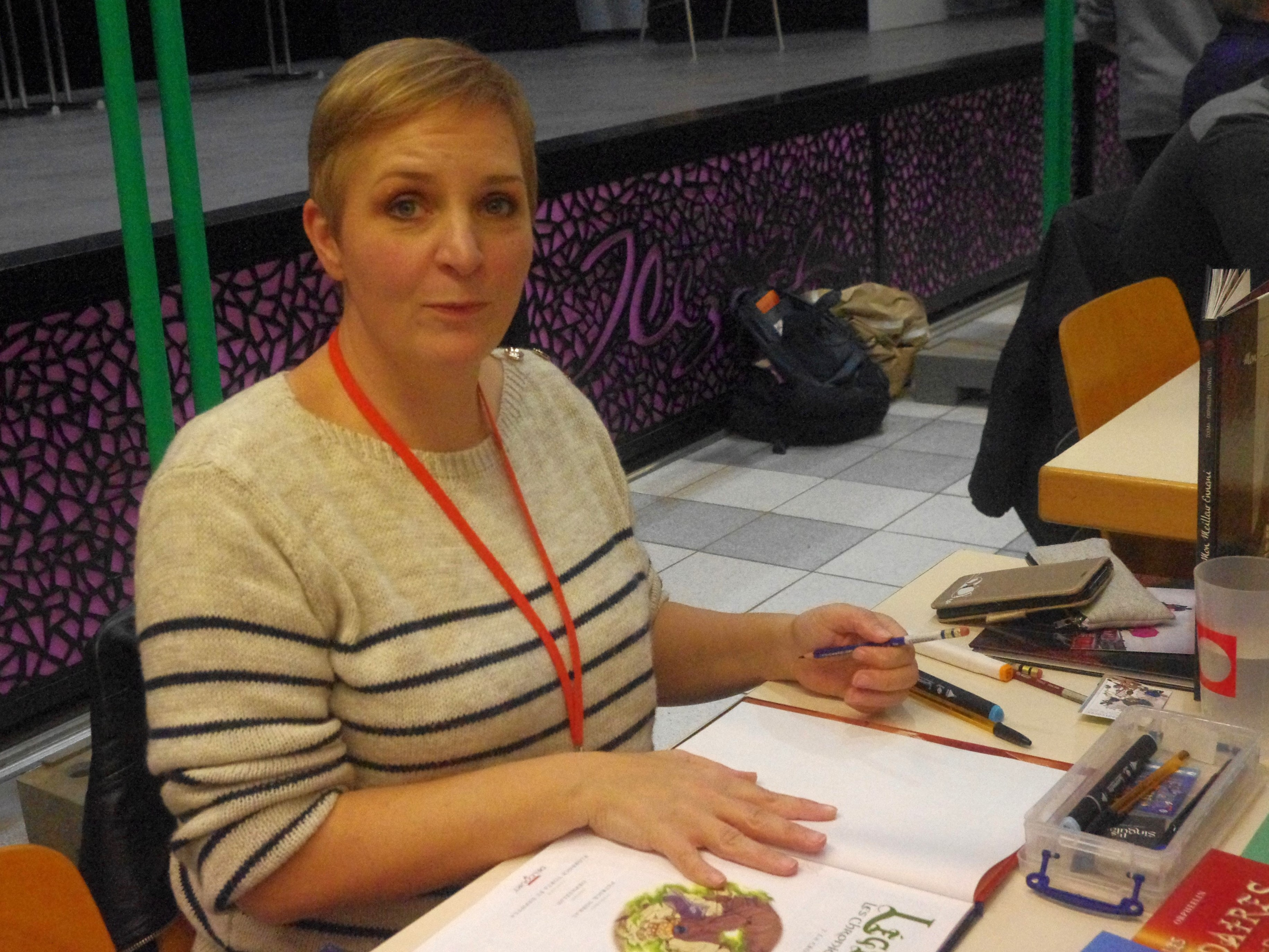
Orpheelin, dessinatrice des trois premiers tomes des Chroniques de Darkhell en 2023.

| Noms des tomes             | Illustrateur | Date de sortie    |
| -------------------------- | ------------ | ----------------- |
| 1. Héros en délire !       | Jessica Jung | 20 avril 2016     |
| 2. Vous trouvez ça drôle ? | Jessica Jung | 22 février 2017   |
| 3. Gagastrophique !        | Jessica Jung | 7 décembre 2017   |
| 4. Raz-de-marrer           | Jessica Jung | 28 novembre 2018  |
| 5. Game of drôle           | Jessica Jung | 20 novembre 2019  |
| 6. Attention, c'est show ! | Jessica Jung | 11 septembre 2024 |
| 7. Big Blague Theory       | Jessica Jung | 17 septembre 2025 |

### Les Légendaires: Les Chroniques de Darkhell
Les Chroniques de Darkhell est un prequelle de la série principale, se déroulant 100 ans avant l'accident Jovénia, racontant l'histoire du jeune Galen, qui deviendra un jour le terrible sorcier Darkhell.
| Nom des tomes             | Illustrateur | Date de sortie   | Cycle |
| ------------------------- | ------------ | ---------------- | ----- |
| 1. Ténébris               | Orpheelin    | 26 juin 2019     | 1     |
| 2. La Croisée Sanglante   | Orpheelin    | 10 mars 2021     | 1     |
| 3. La Sentence des Ombres | Orpheelin    | 11 mai 2022      | 1     |
| 4. Le Rêve d'Ultima       | Lowenael     | 7 juin 2023      | 2     |
| 5. Alliances              | Lowenael     | 6 novembre 2024  | 2     |
| 6. L'escadron Ravage      | Lowenael     | 12 novembre 2025 | 2     |
| 7. Le Magicien Blanc      | Lowenael     | 2026             | 2     |

### Les Légendaires: Missions
Les légendaires: Mission est un spin-off de la série principale adapté du dessin-animé: Les légendaires. Le spin-off contiendra 26 tomes, comme le nombre d'épisodes dans la série animée, sortant à un rythme de deux volumes par an.
| Nom des tomes                     | Ilustrateur      | Coloriste      | Date de sortie    |
| --------------------------------- | ---------------- | -------------- | ----------------- |
| 1. Le Réveil du Kilimanchu        | Phillipe Cardona | Florence Torta | 7 avril 2021      |
| 2. La Cérémonie des Kadals        | Phillipe Cardona | Florence Torta | 20 octobre 2021   |
| 3. Le Registre du Lotus           | Phillipe Cardona | Florence Torta | 23 mars 2022      |
| 4. Frères d'armes                 | Phillipe Cardona | Florence Torta | 17 août 2022      |
| 5. L'Emprise du Maître Ruban      | Phillipe Cardona | Florence Torta | 8 mars 2023       |
| 6. À vos tablettes                | Phillipe Cardona | Florence Torta | 6 septembre 2023  |
| 7. Les Braconniers                | Phillipe Cardona | Florence Torta | 11 septembre 2024 |
| 8. La Bibliothèque de Marq-Tapahj | Phillipe Cardona | Florence Torta | 19 mars 2025      |
| 9. La Bague au Doigt              | Phillipe Cardona | Florence Torta | 27 août 2025      |

### Les Légendaires: Résistance
| Noms des tomes              | Illustrateur | Date de sortie  |
| --------------------------- | ------------ | --------------- |
| 1. Les dieux sont amour     | Jenny        | 13 octobre 2021 |
| 2. Exmakina                 | Jenny        | 12 octobre 2022 |
| 3. Le Sanctuaire de la Mort | Jenny        | 11 octobre 2023 |
| 4. La Tour des Mensonges    | Jenny        | 16 octobre 2024 |
| 5. Le Dernier des Fils      | Jenny        | 8 octobre 2025  |

### Les Légendaires: Stories
1. Louise Joor, Toopie et le Tournoi de Cirkarar, 12 janvier 2022  (ISBN 9782413027478).
2. Gaëlle Geniller, Halan et l'Œil de Darnad, 21 septembre 2022  (ISBN 9782413041573).
3. Crisse (scénario et dessin) et Besson (couleurs), Ténébris et l'Île du Dordogon, 11 janvier 2023  (ISBN 9782413037880).
4. Jessica Jung, Shyska et la Source Élémentaire, 20 septembre 2023  (ISBN 9782413039631).
5. Elsa Brants (scénario), Guillaume Lapeyre (dessins) et Alexandre Desmassias (décors), Kel-Cha et le destin de Jaguarys, 24 avril 2024  (ISBN 9782413075646).
6. Aurore, Shamira et les Milices Fantômes, 22 janvier 2025

### Les Légendaires: Odyssée
- Patrick Sobral (texte) et Laureen Bouyssou (illustrations) :

1. Coeur de pirate, 15 juin 2022  (ISBN 978-2-413-04398-0).
2. L'Île de Kasimos, 4 octobre 2023  (ISBN 9782413076667).

## Adaptations

### Série animée
La bande dessinée a été adaptée en une série animée de 26 épisodes. La trame scénaristique est différente de celle des bandes dessinées, bien qu'elle se déroule dans le même univers et que beaucoup de références à l'histoire de la BD soient faites. Selon Patrick Sobral, 90 % de la série est issue de l'univers de la BD.

### Manga
L'adaptation en manga, intitulée Les Légendaires Saga, est dessinée par Guillaume Lapeyre (City Hall). Les décors sont réalisés par Alexandre Desmassias. Elle reprend l'histoire originale, avec des scènes inédites et de nouveaux personnages.
1. Tome 1, 18 mars 2020  (ISBN 9782413016632).
2. Tome 2, 19 août 2020  (ISBN 9782413016649).
3. Tome 3, 2 décembre 2020  (ISBN 9782413016656).
4. Tome 4, 23 juin 2021  (ISBN 9782413030133).
5. Tome 5, 1er décembre 2021  (ISBN 9782413030140).
6. Tome 6, 16 mars 2022  (ISBN 9782413040262).
7. Tome 7, 29 juin 2022  (ISBN 9782413044628).
8. Tome 8, 26 avril 2023  (ISBN 9782413044635).
9. Tome 9, 15 mai 2024  (ISBN 9782413076155).

### Jeu de rôle
Une adaptation en jeu de rôle est publiée chez Black Book Editions en 2023.

### Cinéma
Une adaptation cinéma est annoncée le mardi 28 janvier 2025 pour une sortie le 28 janvier 2026. Le film d'animation est réalisé par Guillaume Ivernel et produit par Pan Européenne, pour un budget de 15 millions d'euros. La musique est confiée à Cécile Corbel. 
Le film adapte les 2 premiers tomes de la série mais est annoncé comme "une œuvre originale" par l'auteur.

## Réception commerciale
La série est devenue en une dizaine d'années un succès auprès des 8-12 ans d'abord, puis s'est étendue à un public plus large. En avril 2009, 800 000 albums avaient été vendus, selon GFK. Annoncée comme la troisième des séries pour jeunes les plus vendues en 2010, elle dépasse en novembre le cap du million de ventes,. La série est aussi considérée en 2010 et 2011 comme la deuxième meilleure vente de livre jeunesse de l'année. 1 500 000 exemplaires ont été atteints en 7 ans,,.
Les sources suivantes ne précisent pas toujours si les ventes indiquées sont celles de l'ensemble des 4 séries (l'originale et les spin-offs) ou si ce sont celles de la première série, ni si les ventes concernent uniquement celles réalisées en France. Par contre, les classements Top BD ou Top 20 Livres sont français. On atteint 1 700 000 unités vendues en novembre 2012 (2e meilleure vente de livre jeunesse et de BD de l'année), 2 000 000 en octobre 2013 (même classement). Selon les Éditions Delcourt présentant une étude GFK, les ventes de la première série atteignent 3 300 000 unités en décembre 2014. La première série BD est la meilleure vente de l'année (hors mangas). Le chiffre de 4 000 000 de ventes est annoncé en mai 2016 Près de 5 millions d'albums auraient été vendus en mai 2017. 6 millions de ventes ont été annoncées pour les 19 albums en avril 2017. Si on totalise tous les tirages trouvés, les 4 séries ont été éditées à 3 470 000 unités. Si l'on prend l'ensemble des 3 séries, 11 tomes ont réussi à atteindre la pole position du top BD, et 3 ont atteint la première place du top 20 livres.

### Les Légendaires
Selon GFK, le 1er album La Pierre de Jovénia s'est vendu à 380 000 exemplaires en France. La première trace d'un tome dans le classement hebdomadaire des meilleures ventes de bandes dessinées date de 2006, quand Cœur du passé a atteint la 14e place. Le premier tirage connu est celui de sa suite, Main du futur, tirée à 25 000 unités en octobre 2006. Même si le tirage évolue peu entre les 6e et 8e tomes, Le Cycle d'Anathos marque un tournant pour la série, puisque le tirage du 12e fait presque le double du 9e. Trois des albums atteignent le top 3 des meilleures ventes de bande-dessinées en France (dont un la 1re place). Deux d'entre eux arrivent à entrer dans le top 20 livres. L'album suivant Le Cycle d'Anathos, Sang royal, s'écoule à 130 000 exemplaires en huit mois, après avoir atteint le meilleur tirage connu alors pour la série. Son successeur, L'Héritage du mal, se vend à 20 000 exemplaires en trois jours. Il est le premier tome de la série à atteindre à la fois la première place du top bande dessinée et celle du top 20 livres. S'ensuivent six albums dont trois autres albums numéro un du classement des bandes-dessinées (dont deux à la première place du top livres). Les albums 18 à 22 ont chacun été édité à 200 000 exemplaires, ce qui constitue les cinq meilleurs tirages connus de la série. Le dernier tome est cependant tiré à 180 000 unités. Il atteint la 1ère place du Top BD et la 3e du Top Livres. Au total, sept tomes ont réussi à atteindre la première place du top BD, et trois dans le top livres. 17 albums ont atteint le top BD, contre onze pour le top livres. En décembre 2014, cette série compte 3,3 millions d'unités vendues selon GfK.
| Tome   | Titre                                              | Date de sortie                                     | Top BD                                        | Top livres                                    | Ventes                                        | Mises en place                                  | Tirage pré-sortie                               | Références                                      |
| ------ | -------------------------------------------------- | -------------------------------------------------- | --------------------------------------------- | --------------------------------------------- | --------------------------------------------- | ----------------------------------------------- | ----------------------------------------------- | ----------------------------------------------- |
| 1      | La Pierre de Jovénia                               | 16/08/2004                                         | —                                             | —                                             | 380 000                                       |                                                 |                                                 | ,                                               |
| 2      | Le Gardien                                         | 04/11/2004                                         | —                                             | —                                             |                                               |                                                 |                                                 |                                                 |
| 3      | Frères ennemis                                     | 29/04/2005                                         | —                                             | —                                             |                                               |                                                 |                                                 |                                                 |
| 4      | Le Réveil du Kréa-Kaos                             | 26/09/2005                                         | —                                             | —                                             |                                               |                                                 |                                                 |                                                 |
| 5      | Cœur du passé                                      | 8 mars 2006                                        | 14                                            | —                                             |                                               |                                                 |                                                 | [ 17 ]                                          |
| 6      | Main du futur                                      | 4 octobre 2006                                     | 11                                            | —                                             |                                               |                                                 | 25 000                                          | [ 18 ]                                          |
| 7      | Aube et Crépuscule                                 | 7 mars 2007                                        | 6                                             | —                                             |                                               | 20 000                                          | 30 000                                          | [ 19 ]                                          |
| 8      | Griffes et plumes                                  | 24 octobre 2007                                    | 12                                            | —                                             |                                               |                                                 | 35 000                                          | [ 20 ]                                          |
| 9      | Le Cycle d’Anathos : L’Alystory                    | 10 septembre 2008                                  | 5                                             | —                                             |                                               |                                                 | 45 000                                          | [ 21 ]                                          |
| 10     | Le Cycle d’Anathos : La Marque du destin           | 4 mars 2009                                        | 2                                             | —                                             |                                               |                                                 | 50 000                                          | [ 22 ]                                          |
| 11     | Le Cycle d’Anathos : Versus inferno                | 7 octobre 2009                                     | 2                                             | 7                                             |                                               |                                                 | 70 000                                          | [ 23 ]                                          |
| 12     | Le Cycle d’Anathos : Renaissance                   | 24 mars 2010                                       | 1                                             | 3                                             |                                               | 50 000                                          | 80 000                                          | [ 6 ]                                           |
| 13     | Sang royal                                         | 3 novembre 2010                                    | 2                                             | 8                                             | 130 000 (en 8 mois)                           |                                                 | 130 000 - 150 000                               | ,                                               |
| 14     | L'Héritage du mal                                  | 26 octobre 2011                                    | 1                                             | 1                                             | 20 000 (en 3 jours)                           |                                                 | 130 000                                         | [ 10 ]                                          |
| 15     | Amour mortel                                       | 23 octobre 2012                                    | 2                                             | 3                                             |                                               |                                                 | 160 000                                         | [ 12 ]                                          |
| 16     | L'éternité ne dure qu'un temps                     | 16 octobre 2013                                    | 1                                             | 1                                             |                                               |                                                 | 170 000                                         | [ 13 ]                                          |
| 17     | L’Exode de Kalandre                                | 22 octobre 2014                                    | 2                                             | 4                                             |                                               |                                                 | 180 000                                         | [ 25 ]                                          |
| 18     | La Fin de l’histoire ?                             | 7 octobre 2015                                     | 1                                             | 1                                             |                                               |                                                 | 200 000                                         | [ 26 ]                                          |
| 19     | World Without, Artémus le Légendaire               | 26 octobre 2016                                    | 1                                             | 3                                             |                                               |                                                 | 200 000                                         | [ 27 ]                                          |
| 20     | World Without : Le Royaume des larmes              | 4 octobre 2017                                     | 2                                             | 6                                             |                                               |                                                 | 200 000                                         | [ 28 ]                                          |
| 21     | World Without : La Bataille du néant               | 31 octobre 2018                                    | 2                                             | 2                                             |                                               |                                                 | 200 000                                         | [ 29 ]                                          |
| 22     | World Without : Les Éveillés                       | 9 octobre 2019                                     | 1                                             | 2                                             |                                               |                                                 | 200 000                                         | [ 30 ]                                          |
| 23     | World Without : Les Cicatrices du monde            | 14 octobre 2020                                    | 1                                             | 3                                             |                                               |                                                 | 180 000                                         | [ 31 ]                                          |
| Totaux | 7 tomes numéro un du top BD (dont 3 du top livres) | 7 tomes numéro un du top BD (dont 3 du top livres) | Ventes annoncées (GFK2014) : 3 300 000 unités | Ventes annoncées (GFK2014) : 3 300 000 unités | Ventes annoncées (GFK2014) : 3 300 000 unités | Tirages annoncés : 2 305 000 exemplaires (2020) | Tirages annoncés : 2 305 000 exemplaires (2020) | Tirages annoncés : 2 305 000 exemplaires (2020) |

### Les Légendaires: Origines
| Tome   | Titre                       | Date de sortie              | Top BD                        | Top 20 livres                 | Ventes                        | Tirage pré-sortie | Références       |
| ------ | --------------------------- | --------------------------- | ----------------------------- | ----------------------------- | ----------------------------- | ----------------- | ---------------- |
| 1      | Danaël                      | mai 2012                    | 1                             | 9                             |                               | 130 000           | ,                |
| 2      | Jadina                      | Juin 2013                   | 1                             | —                             |                               | 140 000           | [ 24 ]           |
| 3      | Gryfenfer                   | Juin 2014                   | 1                             | —                             |                               | 150 000           | [ 33 ]           |
| 4      | Shimy                       | novembre 2015               | 3                             | 4                             |                               | 150 000           | [ 34 ]           |
| 5      | Razzia                      | 20 juin 2018                | 1                             | 3                             |                               | 150 000           | [ 35 ]           |
| 6      | "Soif de justice"           | 22 avril 2025               | 2                             | —                             |                               | 40 000            | [ 36 ]           |
| Totaux | 4 tomes numéro un du top BD | 4 tomes numéro un du top BD | Ventes (GFK) : 380 000 unités | Ventes (GFK) : 380 000 unités | Ventes (GFK) : 380 000 unités | Tirage : 760 000  | Tirage : 760 000 |

Le 1er tome du spin-off, sorti en mai 2012, se classe directement numéro un du top bande dessinée pour une 9e place au top 20 livres. Le tirage de ce tome atteint 130 000 exemplaires édités, soit autant que le 14e tome de la série originale, sorti en octobre 2011. Le second, Jadina atteint également la première place du classement des bande dessinées. Les 3 albums suivants atteignent chacun un tirage de 150 000 unités. Le quatrième n'atteint pas la première place du top BD, mais il est entré quatrième du top livres. Le sixième paraît près de 7 ans après le cinquième, avec un tirage largement en-dessous des autres. Il atteint la 2e place du Top BD. 4 albums ont atteint la première place du top BD et l'ensemble des tomes de la série a atteint le top. 3 des albums sont entrés dans le top livres. Selon GFK, 380 000 unités avaient été vendues de cette deuxième série en décembre 2014.

### Les Légendaires Parodia
| Tome   | Titre                      | Date de sortie             | Top BD                     | Top 20 livres                      | Ventes                             | Tirage pré-sortie                  | Références                         |
| ------ | -------------------------- | -------------------------- | -------------------------- | ---------------------------------- | ---------------------------------- | ---------------------------------- | ---------------------------------- |
| 1      | Héros en délire !          | 20 avril 2016              | 1                          | —                                  |                                    | 65 000                             | [ 14 ]                             |
| 2      | Vous trouvez ça drôle ?    | 22 février 2017            | 5                          | —                                  |                                    | 80 000                             | [ 37 ]                             |
| 3      | Gagastrophique !           | 7 décembre 2017            | —                          | —                                  |                                    |                                    |                                    |
| 4      | Raz-de-marrer              | 28 novembre 2018           |                            |                                    |                                    |                                    |                                    |
| 5      | Game of drôle              | 20 novembre 2019           |                            |                                    |                                    |                                    |                                    |
| Totaux | 1 tome numéro un du top BD | 1 tome numéro un du top BD | 1 tome numéro un du top BD | Tirage connu : 145 000 exemplaires | Tirage connu : 145 000 exemplaires | Tirage connu : 145 000 exemplaires | Tirage connu : 145 000 exemplaires |

Le premier tome de la série humoristique est le seul à avoir atteint la première place du top BD. Le deuxième album atteint 80 000 exemplaires tirés.

### Les Chroniques de Darkhell
| Tome  | Titre                | Date de sortie | Top BD | Top 20 livres                      | Ventes                             | Tirage pré-sortie                  | Références                         |
| ----- | -------------------- | -------------- | ------ | ---------------------------------- | ---------------------------------- | ---------------------------------- | ---------------------------------- |
| 1     | Ténébris             | 26 juin 2019   | 2      | ?                                  |                                    | 130 000                            | [ 38 ]                             |
| 2     | La croisée sanglante | 10 mars 2021   | 3      | 15                                 |                                    | 130 000                            | [ 39 ]                             |
| Total |                      |                |        | Tirage connu : 260 000 exemplaires | Tirage connu : 260 000 exemplaires | Tirage connu : 260 000 exemplaires | Tirage connu : 260 000 exemplaires |

Les Chroniques de Darkhell est la seule série spin-off des Légendaires à ne pas atteindre la première place du classement BD avec son premier album. À noter que les autres classements de juillet et août n'ont pas été publiés.

## Expositions
En 2014, la série fête ses dix ans. Pour l'occasion, une exposition est réalisée lors du 41e festival international de la bande dessinée d'Angoulême. Un concours de dessin, une soirée débat avec Nadou et un entretien vidéo avec Patrick Sobral à la Japan Expo ont également été organisés.

## Iconographie
Patrick Sobral illustre un diptyque de timbres-poste représentant les Légendaires d'une valeur faciale à l'unité de 0,70 €, émis le 19 septembre 2016, à 600 000 exemplaires.